# عطلة رومانية (فلم)
عطلة رومانية (بالإنجليزية: Roman Holiday) فيلم رومانسي كوميدي أنتج عام 1953. الفيلم قدم للجمهور الأمريكي الممثلة البلجيكية المولد أودري هيبورن، التي فازت بجائزة الأوسكار لأفضل ممثلة عن دورها في الفيلم. شاركها في التمثيل غريغوري بيك وإيدي ألبرت، وقام بإخراج وإنتاج الفيلم وليم وايلر.
حين صدر الفيلم عام 1953 تم وضع اسم جون دايتون كمؤلف للقصة، ليتمكن أصحاب الفيلم من إنتاجه، خصوصا وأن الكاتبين الأصليين دالتون ترمبو وأيان ماك ليلان هانتر كانا قد وضعا على «قائمة هوليوود السوداء»، والتي ظهرت في خمسينات القرن الماضي بأمريكا مع المكارثية لكل من يشك بتوجهاته الشيوعية. أما اسم ترمبو الذي ظهر على شرائط الدي في دي في عام 2003، تمت إضافتها رقميا.
في سبعينات القرن الماضي، قبل كل من أودري هيبورن وغريغوري بيك، القيام بجزء ثان للفيلم، والذي خطط لأن يجتمع فيه آنيا وجو مرة أخرى، لكن المشروع لم يتم.

## الفيلم
يحكي الفيلم قصة الأميرة آن (أودري هيبورن)، التي تقوم بجولة في العواصم الأوربية. تصل الأميرة إلى روما، كما هو مخطط لها، لكن الأميرة الشابة التي تستمع لجدول نشاطاتها في الغد قبل أن تنام من مساعديها، تنهار وتصاب بنوبة هستيرية جراء الإرهاق الذي أصابها في هذه الجولة. ولأن الأميرة يجب أن تكون على يرام في الغد، فقد اضطر معاونوها لحقنها بحقنة مهدئة. الأميرة التي تهدأ مدعية أنها تستسلم للنوم، هربت من غرفتها لتجد نفسها تدور في شوارع روما ليلا، لكن المخدر الذي بدأ يأخذ مفعولة هو من جعلها تلتقي بالصحفي الأمريكي جو (بيك)، الذي يضطر ليقل (آنيا سميث) كما سمت نفسها معه في سيارة الأجرة، لأن ليس معها مال، وتقضي الأميرة ليلتها بشقة الصحفي الذي لم يعلم أن الأميرة هي تلك الفتاة الثملة المزعجة، في صباح اليوم التالي طلب منه رئيس المكتب بأن يحضر المؤتمر الصحفي الذي ستقيمه الأميرة، والسفارة لم تعلن بعد، ولا المتحدثين باسمها اختفائها.
يعود جو لشقته، وتكون فرصته ليحقق تقرير العمر بشأن الأميرة الهاربة. لذا يتخلى عن أسلوبه الغير مهذب، والذي استخدمه الليلة السابقة. ويمنحها بعض المال رغم شح موارده، ثم يتصل بصديقه المصور أرفينج رودوفيتش (إيدي)، ليحضر كل أنواع الكاميرات التي يستطيع، ليتمكنوا من تصوير الأميرة بكل وضعية ممكنة دون أن تشعر.
يعود جو ليقابل الأميرة على الدرج الإسباني، بطريقة مفتعلة، ليتمكن من مرافقتها في تجولها حول المدينة، يذهب معها للكولوسيوم، ويدوروا سويا حول المدينة، وحتى يضطروا للكذب على المرور، بعد أن أرادت الأميرة آن أن تجرب قيادة دراجات الفيسبا التي اشتهرت بها العاصمة الأيطالية، كما رمت قرش الحظ في نافورة تريفي الشهيرة.
مشهد «فم الحقيقة» (بالإيطالية: لا بوكا ديلا فرايتا)، والتي قال فيه جو للأميرة، أن الأسطورة تقول أن هذا الفم يأكل يد الكاذب عندما يدخلها فيه، وطلب منها أن تدخل يدها فرفضت الأميرة، وطلبت منه أن يفعل ذلك، رفض هو أيضا لكنه وافق بالأخير. عندما أخرج غريغوري بيك يده، وقد أدخلها بداخل قميصة، لم يكن مخططا لهذا المشهد لكن بيك يقول فكرت، لو عملت هذه الخدعة التي أعرفها ستظهر هيبورن ردة فعل حقيقية في الفيلم.
أعتقد كثيرون أن هذه الفيلم خطط له خصوصا أنه في تلك الفترة كانت تجمع الأميرة مارجريت شقيقة الملكة إليزبيث علاقة بصحفي أمريكي. تم تصوير الفيلم في مدينة روما وإستديوهات شينشيتا الشهيرة في العاصمة الإيطالية، وهذا الفيلم يعتبر من أوائل الأفلام الأمريكية التي تم تصويرها خارج أمريكا.
صور الفيلم بالأسود والأبيض رغم أن تقنية الألوان كانت قد ظهرت، إلا أن المخرج وايلر فضل الأسود والأبيض.

## الممثلون

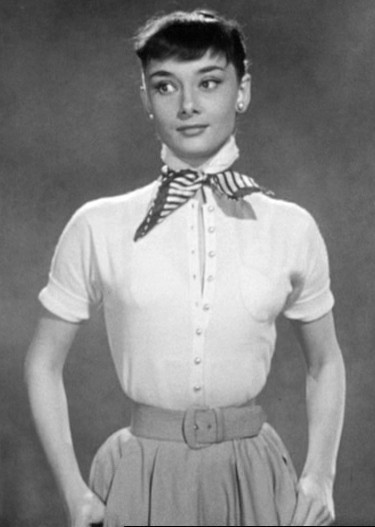
أودري في اختبار التمثيل

- غريغوري بيك: مثل دور الصحفي جو برادلي وقد عرض الدور على كاري غرانت إلا أنه رفض متعذرا بأنه أكبر من أن يكون حبيبا لهيبورن، لكن هناك مصادر تقول أن رفضه كان بسبب كون دور آن هو الدور الرئيس.
- أودري هيبورن: مثلت دور الأميرة آن (أنيا سميث): هذا الدور الذي قدم هيبورن للعالم، وكان الفضل فيه للمصور الذي لم يوقف الكاميرا عندما طلب منه المخرج وقف التصوير أثناء اختبار الأداء، فتصرف هيبورن دون تصوير مفترض هو ما جعل المخرج يختارها للقيام بهذا الدور.
- إيدي ألبرت بدور إرفينج رادوفيتش
- هارتلي باور بدور سيد هينزي (رئيس برادلي)
- هاركوت وليمز بدور سفير لبلد الأميرة آن
- مارجريت راولينجز بدور الكونتيسة فيريبيرغ
- توليو كارميناتي بدور الجنرال بروفونو
- باولو كارليني بدور الحلاق

## جوائز

### فوز
- جائزة الأوسكار لأفضل ممثلة (أودري هيبورن)
- جائزة البافتا لأفضل ممثلة بريطانية (أودري هيبورن)
- جائزة الغولدن غلوب لأفضل ممثلة في دور درامي (أودري هيبورن)
- جائزة دائرة نقاد نيويورك لأفضل ممثلة (أودري هيبورن)
- جائزة الأوسكار لأفضل أزياء، أسود-أبيض (إديث هيد)
- جائزة الأوسكار لأفضل سيناريو
- جائزة دليل الكتاب الأمريكيين لأفضل كوميديا أمريكية

### ترشيحات
- جائزة الأوسكار لأفضل فيلم
- جائزة البافتا لأفضل فيلم من أي مصدر
- جائزة الأوسكار لأفضل مخرج
- جائزة البافتا لأفضل ممثل أجنبي (إيدي ألبيرت)
- جائزة البافتا الأفضل ممثل أجنبي (غريغوري بيك)
- جائزة الأوسكار لأفضل ديكور، أسود-أبيض (هال بريرا وولتر إيش. تيلر)
- جائزة الأوسكار لأفضل صناعة سينما (فرانز بلانير وهنري أيكان)
- جائزة الأوسكار لأفضل مونتاج (روبيرت سوينك)

في عام 1999 أختارته مكتبة الكونغرس ضمن التراث الوطني للبلاد، وأحد أفضل الأفلام في تاريخ السينما الأمريكية.

### وصلات خارجية
- مقالات تستعمل روابط فنية بلا صلة مع ويكي بيانات